# Vía Colectora Aurora-T de Salitre
La Vía Colectora Aurora-T de Salitre (E486) es una vía secundaria de sentido norte-sur ubicada en la Provincia de Guayas. Esta colectora se inicia al norte de la ciudad de Guayaquil en la Vía Colectora Daule-T de Baba (E485) en el sector denominado la T de Salitre. Desde su inicio, la Vía Colectora Aurora-T de Salitre (E486) se desplaza en dirección sur con rumbo a la ciudad de Guayaquil. Su trayecto finaliza en el límite urbano norte de Guayaquil específicamente en la localidad de Aurora donde interseca a la Transversal Austral (E40) también conocida como la Vía Perimetral de Guayaquil dentro del límite urbano de esta ciudad.

## Localidades destacables
De oeste a este:
- Guayaquil, Guayas

- Datos: Q4300412